# Pałac Ogińskich w Wilnie
Pałac Ogińskich w Wilnie – pałac z XVIII wieku, przebudowany w XIX wieku. Zlokalizowany w centrum Starego Miasta w Wilnie przy ul. Arkliu 5 (zaułek Koński).

## Historia

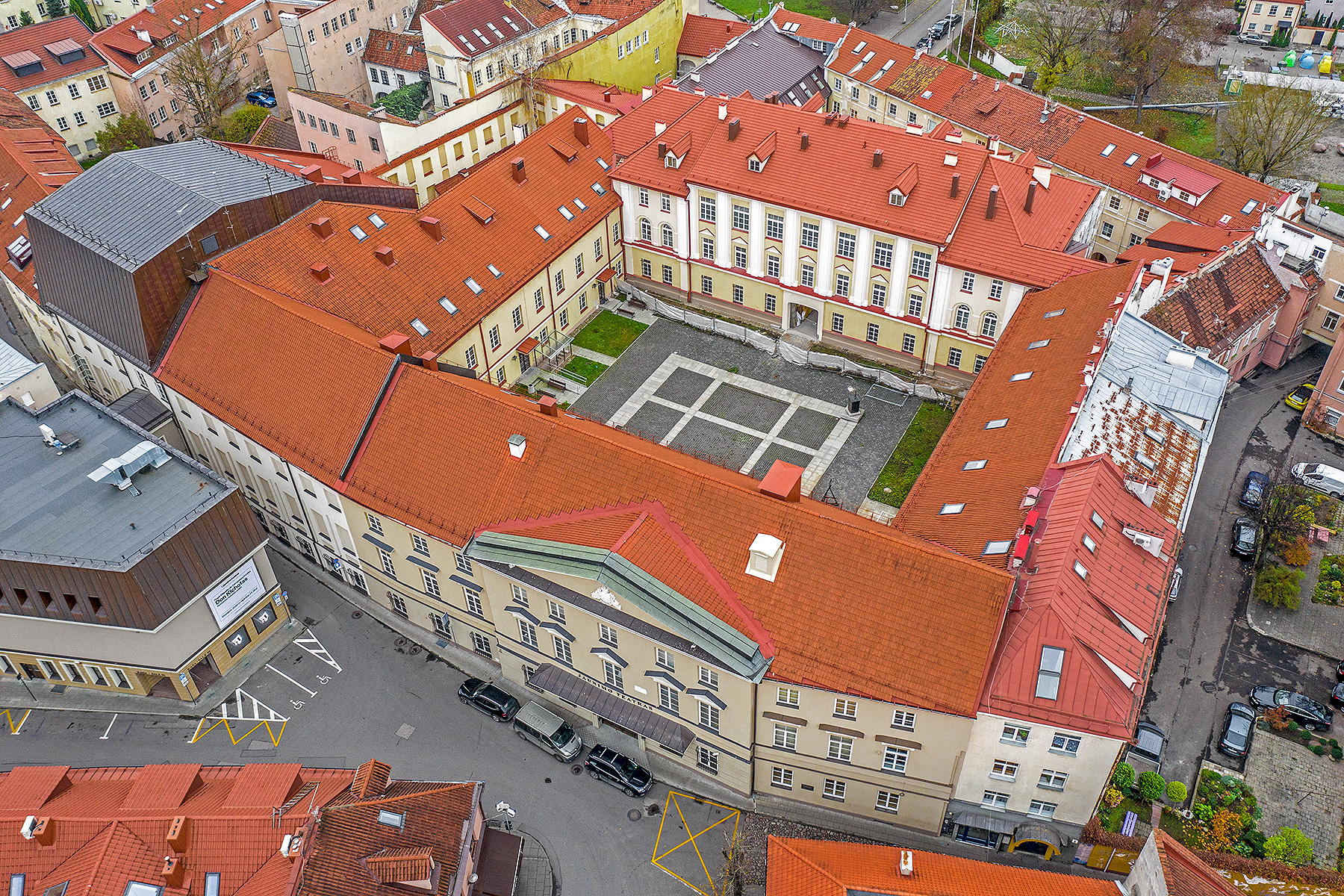
Pałac Ogińskich w Wilnie

Na przełomie XVII – XVIII w. parcelę ziemi z gotyckimi kamienicami kupili Ogińscy. W pierwszej połowie XVIII wieku kasztelan wileński Ignacy Ogiński wybudował tu barokowy pałac. W połowie XVIII wieku dobudował do pałacu budynek gospodarczy.
Na początku XIX wieku budynki przebudowano w stylu klasycystycznym: fasadę od strony ulicy Końskiej zaprojektował architekt Johann Gauting, a fasadę od strony ulicy Rudnickiej zaprojektował Thomas Roesel. W połowie XIX wieku kompleks uzupełniono o zabudowę mieszkalną. W drugiej połowie XIX wieku w salach pałacowych odbywały się spotkania szlacheckie, bale i koncerty.
W okresie międzywojennym w budynkach mieściły się: gimnazjum żydowskie, warsztaty, fabryka obuwia, sklepy i mieszkania. Podczas II wojny światowej w części zabudowań pałacowych mieścił się Teatr Getta Wileńskiego.
Po 1945 roku w pałacu przez pewien czas mieścił się milicyjny ośrodek kultury. W latach 1972-1982 główny budynek zespołu pałacowego zaadaptowano na Teatr Lalek "Lele" i Teatr Młodzieży.